# Silke Lippok
Silke Lippok (* 31. Januar 1994 in Pforzheim) ist eine deutsche ehemalige Schwimmsportlerin.

## Karriere

### Anfänge
Silke Lippok kam im Alter von fünf Jahren durch ihren älteren Bruder Nils zum Schwimmsport, der 2002 und 2003 an regionalen Wettbewerben teilgenommen hatte. Mit Beginn ihrer aktiven Sportlerkarriere wurde sie Mitglied bei der Schwimm-Sport-Gemeinschaft Pforzheim (SSG Pforzheim). Zu ihren bevorzugten Schwimmstilen gehörten anfangs Kraul und Schmetterling, später konzentrierte sie sich vor allem bei Wettkämpfen auf die Freistil-Disziplin und die 200-Meter-Distanz. Außerdem war sie zwischenzeitlich als Leichtathletin erfolgreich und stellte im September 2006 beim Dreitäler-Meeting auf der Sportanlage Buckenberg über 800 Meter in 2:27,38 Minuten eine neue badische Kreisbestleistung ihrer Altersklasse auf.
Lippok wechselte mit dem zwölften Lebensjahr in die erste Mannschaft der SSG Pforzheim und wurde über einen Zeitraum von etwa sechs Jahren von Rudi Schulz betreut. Ende Januar 2012 erhielt der ehemalige Stützpunkttrainer vom Landessportverband Baden-Württemberg die Auszeichnung als Trainer des Jahres für sein Lebenswerk. Schulz trat zum Ende der Saison 2013 zurück.

### Erfolge als Juniorin
Ihren ersten nationalen Titel errang Lippok am 21. April 2008 über 50 m Schmetterling bei den Deutschen Meisterschaften in Berlin. In Abwesenheit von Konkurrentinnen wie Daniela Samulski und Annika Mehlhorn schlug sie im Finale auf der nichtolympischen Strecke in 27,08 Sekunden knapp vor Iris Rosenberger an.
Im Juli 2008 gewann sie bei den Juniorenweltmeisterschaften im mexikanischen Monterrey zwei Silbermedaillen über 100 m Freistil und in der 4 × 100-m-Freistilstaffel zusammen mit Franziska Jansen, Lisa Vitting und Sina Sutter. Als 14-Jährige befand sie sich am unteren Alterslimit aller teilnehmenden Athletinnen.
Am 26. Juni 2009 holte sie bei den Deutschen Meisterschaften über 200 m Freistil in 1:59,65 Minuten vor Daniela Schreiber zum ersten Mal einen Titel auf ihrer Spezialstrecke. Bei den Junioreneuropameisterschaften 2009 in Prag errang sie vier Gold- sowie zwei Silbermedaillen und stellte über 50 und 100 m Freistil neue persönliche Bestzeiten auf. Im Folgejahr steigerte sie sich bei den kontinentalen Junioren-Meisterschaften in Helsinki und wurde mit fünf Titeln zur erfolgreichsten weiblichen Teilnehmerin. Die zunächst auf Platz zwei liegende Lagenstaffel profitierte dabei von einer Disqualifikation des spanischen Teams.
Durch einen erneuten Sieg über 200 m Freistil bei den Deutschen Meisterschaften am 2. Juli 2010 qualifizierte sie sich erstmals für die Europameisterschaften der Frauen in Budapest. Ursprünglich sollte sie an den Olympischen Jugendspielen in Singapur teilnehmen, die zeitversetzt in der zweiten Augusthälfte stattfanden. In der ungarischen Hauptstadt gewann sie zunächst mit der 4 × 100-m-Freistilstaffel Gold, ehe sie über 200 m Freistil in persönlicher Bestzeit von 1:56,98 Minuten Rang zwei hinter Federica Pellegrini belegte. Zudem wurde sie nach Disqualifikation der russischen Mannschaft Dritte in der 4 × 100-m-Lagenstaffel.
Bei den Kurzbahneuropameisterschaften 2010 in Eindhoven erreichte sie über 200 m Freistil mit deutschem Rekord in 1:53,96 Minuten hinter Femke Heemskerk den zweiten Platz. Am 24. Juli 2011 kam sie bei den Schwimmweltmeisterschaften 2011 in Shanghai in der 4 × 100-m-Freistilstaffel zusammen mit Britta Steffen, Lisa Vitting und Daniela Schreiber auf Rang drei. Fünf Monate später gewann sie bei den Kurzbahneuropameisterschaften 2011 in Szczecin in Abwesenheit der Vorjahressiegerin die Goldmedaille und ihren ersten internationalen Einzeltitel.
Ihren vierten nationalen Titel in Folge über 200 m Freistil erlangte Lippok am 11. Mai 2012 bei den Deutschen Meisterschaften. Bei den anschließenden Europameisterschaften in Debrecen wiederholte sie die Freistilerfolge von 2010. Am 21. Mai 2012 holte sie mit der 4 × 100-m-Freistilstaffel die Gold- und fünf Tage später über 200 m Freistil in 1:58,19 Minuten die Silbermedaille hinter Federica Pellegrini. Für die Olympischen Sommerspiele 2012 in London war sie qualifiziert, obwohl sie die Normzeit nur im Vorlauf der Deutschen Meisterschaften sowie im Staffelvorlauf der Europameisterschaften unterboten hatte. Im Aquatics Centre erreichte sie auf ihrer Spezialstrecke das Halbfinale und verpasste den Endlauf als Gesamt-13. des Zwischenlaufes. In der 4 × 100-m-Freistil- und 4 × 200-m-Freistilstaffel scheiterte sie mit ihren Teamkolleginnen jeweils im Vorlauf.

### Sportliche Neuausrichtung
Ende Oktober 2012 gab Lippok ihren Wechsel zum Olympiastützpunkt des Deutschen Schwimm-Verbandes (DSV) in Hamburg bekannt. Trotz der örtlichen Veränderung blieb sie zunächst Mitglied der SSG Pforzheim. Nach der Stagnation der Ergebnisse seit ihren Erfolgen als Juniorin erhoffte sich Lippok von der Professionalisierung des sportlichen Umfeldes einen Leistungsschub. Ihre neue Trainerin Petra Wolfram betreut unter anderem die beiden Topathleten Steffen und Markus Deibler. Im Vergleich zu anderen Spitzensportlern galten die Trainingsbedingungen in Pforzheim als schwierig. Die für das Wassertraining zur Verfügung stehenden Becken in den öffentlichen Schwimmbädern sind nur 25 Meter lang. Zudem wurde das Techniktraining durch hohen Wellengang erschwert. Für Lehrgänge mit der Nationalmannschaft zur Vorbereitung auf sportliche Großereignisse wich sie bereits früher zeitweise nach Karlsruhe oder zum Olympiastützpunkt Heidelberg aus.
Kurz nach ihrem Umzug zog sich Lippok beim Landtraining eine schwere Knieverletzung mit dem Riss des vorderen Kreuzbandes zu. Schon im November 2009 warf sie ein Mittelfußbruch zurück. Nach einer mehrwöchigen Pause nahm sie Mitte Dezember 2012 das Training wieder auf. Im Frühjahr 2013 wechselte sie von ihrem langjährigen Heimatverein SSG Pforzheim zum Hamburger Schwimm-Club von 1879. Nach drei Landesmeistertiteln in der Hansestadt gab sie Mitte April 2013 ihren Startverzicht für die Deutschen Meisterschaften und Weltmeisterschaften bekannt. Sie begründete die Absage mit der fehlenden Belastbarkeit ihres Knies und dem erneuten Verletzungsrisiko im Hinblick auf die Teilnahme an den Olympischen Sommerspielen 2016 in Rio de Janeiro. Infolge mehrerer Infektionskrankheiten in den Folgemonaten fanden auch die Deutschen Kurzbahnmeisterschaften zum Jahresende ohne sie statt. Anfang Mai 2014 trat Lippok erstmals nach den Olympischen Sommerspielen wieder bei einem größeren Wettkampf an. Bei den Deutschen Meisterschaften kam sie über 200 m Freistil in 2:01,18 Minuten etwa zwei Sekunden hinter der Siegerin Annika Bruhn auf Platz fünf. Bei den Kurzbahnweltmeisterschaften 2014 in Doha belegte sie als Schlussschwimmerin mit der 4 × 200-m-Freistilstaffel im Vorlauf Rang zehn.
Knapp zwei Wochen nach den Deutschen Meisterschaften erklärte sie am 23. April 2015 ihren Rücktritt vom aktiven Leistungssport. Sie begründete das Karriereende mit den zahlreichen Verletzungen und Erkrankungen der zurückliegenden Jahre sowie mit der Fokussierung auf das Psychologie-Studium an der Universität Hamburg, das sie im Juli 2017 mit dem Bachelor-Abschluss beendete.

## Rekorde
Bereits zu Beginn ihres Werdegangs absolvierte Lippok zahlreiche Höchstleistungen. Im Teenager-Alter von 14 Jahren hielt sie 138 badische und 26 deutsche Altersklassenrekorde und übertraf im weiteren Verlauf ihrer Karriere unter anderem mehrere Bestmarken von Franziska van Almsick aus den 1990er-Jahren.
Chronologie (Auszug):
- 8. März 2008: Bei den Bezirksmeisterschaften verbesserte sie über 100 m Schmetterling in 1:00,96 Minuten den badischen Rekord und gleichzeitig den deutschen Altersklassenrekord von Franziska van Almsick aus dem Jahr 1992. Den eigenen Altersklassenrekord über 100 m Lagen steigerte sie auf 1:04,78 Minuten.[20]
- 21. April 2008: Im Finale der Deutschen Meisterschaften schwamm sie über 50 m Schmetterling in 27,08 Sekunden neuen Altersklassenrekord, nachdem sie bereits im Vorlauf mit 27,60 Sekunden eine neue Bestzeit erzielt hatte.[6]
- 15. November 2008: Beim Weltcup-Finale in Berlin egalisierte sie über 200 m Freistil in 1:57,53 Minuten den Altersklassenrekord von Franziska van Almsick.[21]
- 9. Juli 2009: Bei den Junioreneuropameisterschaften in Prag stellte sie über 100 m Freistil in 55,02 Sekunden einen neuen europäischen Juniorenrekord auf und verbesserte die alte Bestmarke van Almsicks um 25 Hundertstel.[22]
- 1. Juli 2010: Im Vorlauf der Deutschen Meisterschaften über 100 m Freistil überbot sie mit 54,74 Sekunden einen weiteren Altersklassenrekord aus dem Jahr 1994.[23]
- 2. Juni 2011: Bei den Deutschen Meisterschaften schlug sie über 200 m Freistil nach 1:57,42 Minuten an und löste nach 16 Jahren erneut van Almsick ab.[24]

Darüber hinaus hält Lippok zwei aktuelle deutsche Rekorde:
| Disziplin                                                                 | Zeit (min)           | Datum                | Veranstaltung/Ort    |
| Deutsche Rekorde (2)                                                      | Deutsche Rekorde (2) | Deutsche Rekorde (2) | Deutsche Rekorde (2) |
| ------------------------------------------------------------------------- | -------------------- | -------------------- | -------------------- |
| 4 × 50 m Freistil (DSV-Nationalstaffel mit Brandt, Vitting und Schreiber) | 1:41,52              | 5. Februar 2011      | Länderkampf Essen    |
| 200 m Freistil (Kurzbahn)                                                 | 1:53,96              | 28. November 2010    | EM Eindhoven         |
| Stand: 5. Februar 2011                                                    |                      |                      |                      |

## Persönliches
Silke Lippok ist die Tochter von Christine und Andreas Lippok, einem Pforzheimer Taxi-Unternehmer. Ihr fünf Jahre älterer Bruder Nils (* 1989) war vorübergehend ebenfalls im Schwimmsport aktiv.
Sie besuchte das Theodor-Heuss-Gymnasium in Pforzheim und legte im Frühjahr 2012 das Abitur ab. Im Oktober 2013 nahm sie das Studium der Psychologie an der Universität Hamburg auf.
Seit Ende 2013 besteht eine Sponsoring-Partnerschaft mit einem Hersteller für Schwimmbekleidung und -accessoires.
Ihre Paradedisziplin ist in Deutschland mit namhaften Vorgängerinnen wie Franziska van Almsick und Annika Lurz verbunden. Die Medien zogen insbesondere Vergleiche mit van Almsick, die in jungen Jahren ähnlich erfolgreich war und zwischen 1993 und 2002 mehrere Welt- und Europameistertitel errang.

## Auszeichnungen
Bei Empfängen im Rathaus ihrer Heimatstadt Pforzheim wurde Lippok jeweils im Juli 2008 und 2009 von Oberbürgermeisterin Christel Augenstein beziehungsweise deren Amtsnachfolger Gert Hager für ihre sportlichen Leistungen geehrt. Von 2007 bis 2011 lag sie durchgängig bei der Sportlerwahl vorn, die von der Pforzheimer Zeitung und der Volksbank Pforzheim jährlich gemeinsam ausgerichtet wird. 2012 wurde sie von der Leichtathletin Anna-Lena Schwarz auf Rang zwei verwiesen.
Am 15. Oktober 2010 gewann sie mit 94 von 100 möglichen Punkten die Wahl zur Juniorsportlerin des Jahres 2010. Sie erhielt die Auszeichnung für ihre fünf Gold- und zwei Silbermedaillen bei den Junioren-Europameisterschaften in Helsinki. Laudatorin Franziska van Almsick bezeichnete Lippok als „das derzeit größte Talent in der deutschen Mannschaft“. Bereits 2009 belegte sie einen Platz unter den ersten Zehn und wurde in die Nachwuchs-Eliteförderung der Deutschen Sporthilfe sowie das Perspektivteam 2012 des Deutschen Schwimm-Verbandes aufgenommen.
Ende Januar 2011 wurde sie von der Fachsparte Schwimmen des DSV zu Deutschlands Schwimmerin des Jahres 2010 gekürt. Im Jahr darauf lag sie hinter Britta Steffen auf Platz zwei.